# Wilde katten
Wilde katten is een hoorspel van Christian Noak. Wildkatzen, oder Wenn die Dämmerung kommt werd op 27 februari 1962 door de Westdeutscher Rundfunk uitgezonden. Erna van de Beek vertaalde het en de AVRO zond het uit op dinsdag 24 januari 1967. De spelleiding had Rob Geraerds. Het hoorspel duurde 41 minuten.

## Rolbezetting
- Dogi Rugani & Eva Janssen (de zusters Melanie & Olympia)
- Hans Karsenbarg (Julian)
- Jos van Turenhout (de spoorwegbeambte)

## Inhoud
In het hotel "De blauwe forel" hebben twee zusters de leiding. Zesendertig jaar lang zorgden ze voor hun verlamde vader en leefden als in een gevangenis. Toen de vader stierf, leek het leven hun leeg en zinloos. In deze situatie komt de jonge schrijver Bernt Julian in het hotel. In gesprekken met de beide zusters verneemt hij als in een nachtmerrie, wat er zich allemaal in dit huis heeft afgespeeld...